# Problepsis insculpta
Problepsis insculpta là một loài bướm đêm trong họ Geometridae.